# Mécommunication
 (juin 2014).
Si vous disposez d'ouvrages ou d'articles de référence ou si vous connaissez des sites web de qualité traitant du thème abordé ici, merci de compléter l'article en donnant les références utiles à sa vérifiabilité et en les liant à la section « Notes et références ».
La mécommunication est un échec de communication dans la théorie de l'analyse transactionnelle.

## Définition
Une mécommunication provient d'une communication mal adressée ou mal reçue.
Dans l'analyse transactionnelle, cela correspond à un échange entre deux personnes qui ne sont pas en phase : elles  arrivent à une incompréhension qui entraîne un conflit ou une rupture de l'échange.

## En Process communication
Selon la Process communication, qui utilise l'analyse transactionnelle, six types de personnalité sont distinguées dans tout individu. Il y a mécommunication lorsque l'un des interlocuteurs se trouve dans un mécanisme d'échec sur l'un de ses types de personnalité.